# 운양고등학교
운양고등학교(雲陽高等學校)는 대한민국 경기도 김포시 운양동에 있는 공립 고등학교이다.

## 학교 연혁
- 2013년 1월 4일 : 운양고등학교 설립
- 2013년 3월 4일 : 개교 및 초대 우옥자 교장 취임
- 2021년 3월 1일 : 제3대 박기일 교장 취임
- 2024년 1월 8일 : 제9회 졸업(313명, 누적인원 2,865명)
- 2024년 3월 4일 : 2024학년도 제12회 신입생 입학(입학생 340명)

## 참고 자료
- 운양고등학교 - 한국교육학술정보원 학교알리미